# Castellinaldo
Castellinaldo är en ort och kommun i provinsen Cuneo i regionen Piemonte i Italien. Kommunen hade 924 invånare (2018).